# Thomas Dexel
Thomas Dexel (* 28. Juni 1916 in Jena; † 6. Juli 2010 in Braunschweig) war ein deutscher Lehrer an der Braunschweiger Werkkunstschule und von 1955 bis zu seiner Pensionierung 1996 Leiter der Formsammlung der Stadt Braunschweig.

## Leben
Thomas Dexel war der Sohn des Künstlers Walter Dexel, der 1942 die Braunschweiger Formsammlung gründete. Vom Leiter der Braunschweiger Werkkunstschule, Karl Wollermann, wurde Thomas Dexel 1953 als Bibliothekar und Lehrer für Kunstgeschichte an die spätere Hochschule für Bildende Künste geholt.
1955, nach seiner Promotion an der Universität Göttingen, wurde Dexel Leiter der Formsammlung der Stadt Braunschweig, die bis dahin von seinem Vater geleitet wurde. Über einen Zeitraum von 41 Jahren pflegte und erweiterte Dexel diese. Er veröffentlichte mehrere Standardwerke und verschaffte der Sammlung damit überregionale Bedeutung.
1994 ehrte ihn die Stadt Braunschweig für seine jahrzehntelange Arbeit mit der Bürgermedaille der Stadt. 1996 trat er in den Ruhestand. Im Jahre 2007 übergab Dexel einige wertvolle Stücke aus seiner Privatsammlung als Schenkung an das Herzog Anton Ulrich-Museum.

## Werke (Auswahl)
- Führer durch die Formsammlung der Stadt Braunschweig. Braunschweig 1990.
- Gebrauchsglas. Gläser des Alltags vom Spätmittelalter bis zum beginnenden 20. Jahrhundert. München 1995.
- Thomas Dexel: Gebrauchsgerätetypen, Bd. 2: Das Metallgerät Mitteleuropas vom Spätmittelalter bis ins 19. Jahrhundert. München 1981.